# Puerto Rico i olympiska sommarspelen 2000
Puerto Rico deltog i de olympiska sommarspelen 2000 med en trupp bestående av 29 deltagare, 23 män och 6 kvinnor, men ingen av landets deltagare erövrade någon medalj.

## Boxning
Lätt flugvikt
- Iván Calderón
  - Omgång 1 — Förlorade mot La Paene Masara från Indonesien (→ gick inte vidare)

Flugvikt
- Carlos Valcárcel
  - Omgång 1 — Förlorade mot Omar Narvaez från Argentina (→ gick inte vidare)

Bantamvikt
- Orlando Cruz
  - Omgång 1 — Förlorade mot Hichem Blida från Algeriet (→ gick inte vidare)

Lätt weltervikt
- Miguel Cotto
  - Omgång 1 — Förlorade mot Mahamadkadyz Abdullaev från Uzbekistan (→ gick inte vidare)

Weltervikt
- Rubén Fuchú
  - Omgång 1 — Förlorade mot Dorel Simion från Rumänien (→ gick inte vidare)

## Friidrott
Herrarnas 4 x 100 meter stafett
- Félix Omar Fernández, Osvaldo Nieves, Rogelio Pizarro, Jorge Richardson
  - Omgång 1 — 40.12 (→ gick inte vidare)

Damernas 4 x 400 meter stafett
- Militza Castro, Beatriz Cruz, Sandra Moya, Maritza Salas
  - Omgång 1 — 03:33.30 (→ gick inte vidare)

## Fäktning
Herrarnas värja
- Jonathan Peña

## Judo
Herrarnas halv lättvikt (-66 kg)
- Melvin Méndez

Herrarnas lättvikt (-73 kg)
- Carlos Méndez

Herrarnas halv mellanvikt (-81 kg)
- José Luis Figueroa

Herrarnas mellanvikt (-90 kg)
- Carlos Santiago

## Segling
Tornado
- Enrique Figueroa och Pedro Colon
  1. Race 1 - (11)
  2. Race 2 - 11
  3. Race 3 - 1
  4. Race 4 - 7
  5. Race 5 - 9
  6. Race 6 - 2
  7. Race 7 - 4
  8. Race 8 - 8
  9. Race 9 - (13)
  10. Race 10 - 11
  11. Race 11 - 5
  12. Final - 58 (→ 8:e plats)

## Simhopp
Damernas 3 m
- Angelique Rodriguez
  - Kval — 235,47 (→ 27:e plats, gick inte vidare)

Damernas 10 m
- Angelique Rodriguez
  - Kval — 273,36
  - Semifinal — 408,30 (→ 18:e plats, gick inte vidare)